# Wereldkampioenschap basketbal mannen 1954
In 1954 werd voor de tweede keer het wereldkampioenschap basketbal gehouden. Twaalf landen die ingeschreven waren bij de FIBA, namen deel aan het toernooi dat gehouden werd in oktober en november 1954 in het Ginásio do Maracanãzinho te Rio de Janeiro, Brazilië. Het team van de Verenigde Staten werd de uiteindelijke winnaar van het toernooi.

## Eindklassering
| #      | Land             |
| ------ | ---------------- |
| Goud   | Verenigde Staten |
| Zilver | Brazilië         |
| Brons  | Filipijnen       |
| 4      | Frankrijk        |
| 5      | Taiwan           |
| 6      | Uruguay          |
| 7      | Canada           |
| 8      | Israël           |
| 9      | Paraguay         |
| 10     | Chili            |
| 11     | Joegoslavië      |
| 12     | Peru             |

| WK basketbal 1954 winnaar     |
| ----------------------------- |
| Verenigde Staten Eerste titel |

## Individuele prijzen

### MVP (Meest Waardevolle Speler)
- Kirby Minter

### All-Star Team
- Carlos Loyzaga
- Kirby Minter
- Oscar Moglia
- Zenny de Azevedo ("Algodão")
- Wlamir Marques